# Dracaena (genre végétal)
Pour les articles homonymes, voir Dracaena.
Genre
Dracaena est un genre de plantes de la famille des Asparagacées.
Pendant longtemps, les botanistes ont considéré que le genre Dracaena avait été créé par Linné dans Systema Naturae ed.12, 2:246 en 1767.
Mais la même année, Linné cita aussi Vandelli comme l’auteur du genre Dracaena (« DRACAENA authore Vandelio »), dans Mantissa plantarum: Generum editionis VI. et specierum editionis II. Le 23 août 2023, le WFO (World Flora Online), considère Dracaena Vand. ex L. comme valide (acceptable).
La majorité des espèces de Dracaena est d'origine africaine. Mwachala a décrit 38 espèces de dracénas, originaires d'Afrique tropicale. Quelques espèces viennent d'Asie du sud, d'Australie et une espèce d'Amérique centrale. On y trouve des plantes herbacées, des arbustes et des arbres.

## Nomenclature et étymologie
Le genre Dracaena a été décrit et découvert en 1762 par Vandelli avec le célèbre dragonnier des Canaries, Dracaena draco (L.) L. 1767, dans les Iles Canaries, et publié dans un article très rare intitulé Dissertatio arbore Draconis, qui a été réimprimé dans Roemer, Scriptores, pp.39-46 et 5, t. 2a, 2b.
En 1767, Linné a publié ce genre Dracaena dans Mantissa plantarum : Generum editionis VI. et specierum editionis II, avec Dracaena draco, l’espèce type.
D’après WFO, Dracaena Vand. ex L. est le nom valide le 23 août 2023.

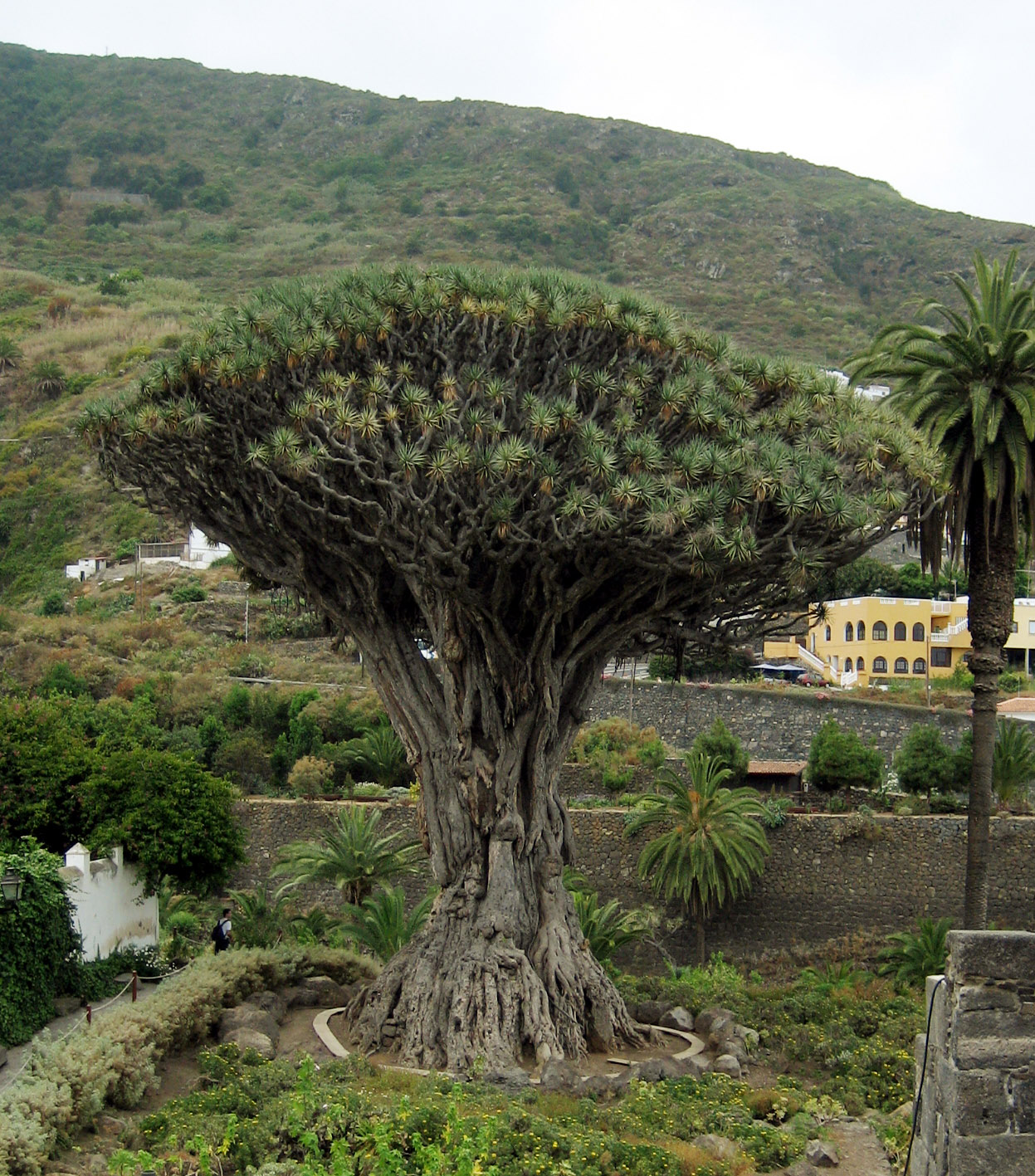
Image de Dracaena draco, l'espèce type de Dracaena

Cette espèce comporte un périanthe divisé en 6 segments divisés presque jusqu’à la base, sans tube très évident, sauf celui formé par la superposition des marges des segments. Par la suite, d’autres plantes ont été ajoutées à ce genre, pour lesquelles le périanthe possédait un tube distinct, formé par l’union de ses segments. Ces dernières purent être enlevés du genre Dracaena et placées ensemble dans le genre séparé Pleomele de Salisbury, Prodomus, p. 245.publié en 1796.
En français, le nom vernaculaire est dracéna. Pour les espèces fournissant une résine rouge utilisée comme matière médicale, le nom de dragonnier est préféré.
Depuis l'établissement des Dracaena par Linné, le genre a été souvent mêlé avec les Cordyline Commers. ex. Juss. Au XIXe siècle, les horticulteurs ont produit de nombreuses variétés panachées de Cordyline qui ont été pourvues d'un nom latin en Dracaena. La distinction des deux genres se fait pourtant facilement : les Cordylines ont une nervation penninerve alors que les Dracénas sont parallélinerves.
Les Dracaena sont aussi intimement reliés aux Sansevieria. Dans l'analyse combinée de Rudall et al. (2000) ils forment un clade propre, les Dracaenoides.
L'écorce de certains dragonniers âgés laisse suinter une sorte de résine qui devient rouge et cassante en séchant. Elle est pour cette raison appelée « sang de dragon ».
Les Dracaena sont des espèces de plante à la longévité remarquable et à la maturation lente qui s’expliquent par l’expansion de deux classes de gènes,.
Dracaena est un genre de la famille des Liliaceae (ou Dracaenaceae) selon la classification classique, ou des Asparagaceae (ou Ruscaceae) selon la classification phylogénétique.

## Étymologie
Le nom de genre Dracaena dérive du grec drakaina δρακαινα « dragon femelle ». L’origine de ce terme vient des remèdes de matière médicale de l’Antiquité gréco-romaine. Dioscoride au Ier siècle indique que le κινναβαρι / kinnabari a une couleur profonde, ce qui fait que certains voient en lui du sang-dragon.

## Description
Les Dracaena sont des plantes ressemblant à des arbres, arbustes ou sous-arbustes. Les tiges sont simples ou ramifiées, ± ligneuses.
Les feuilles sont rassemblées au sommet des tiges ou répartie sur la partie distale des tiges, sessiles ou pétiolées. Le pétiole fait jusqu’à 8 cm et sa base est amplexicaule. Le limbe est en forme d’épée ou elliptique-lancéolé, les vaisseaux conducteurs sont parallèles.
Les inflorescences sont terminales, ramifiées rarement simples. Les fleurs bisexuées sont généralement groupées, parfois solitaires.
La fleur comporte un périanthe cylindrique, campanulé ou en forme d’entonnoir, avec un tube court, et 6 lobes similaires. À l’intérieur du tube ou de la gorge du périanthe sont implantées 6 étamines. L’ovaire a 3 loges, avec 1 ou 2 ovules par loge, le style est élancé, les stigmates capités ou à 3 lobes.
Le fruit est une baie, globuleuse, à 1-3 graines. Les graines sont non enrobées de phytomélanine.

## Aire de distribution
Le nombre d’espèces est évalué entre 60 et 80, principalement dans les régions tropicales et sous-tropicales. Flora pf China l’évalue à 50 espèces.
Le centre de diversité principal des Dracaena est l’Afrique et le second centre haut en diversité est l’Asie du Sud-Est.
La plupart des espèces se trouvent en Afrique (sauf Afrique du Nord moins le Maroc) ainsi qu’à Madagascar, Asie du Sud et du Sud-Est, Chine, Socotra, Amérique centrale, Colombie, Cuba, Micronésie, Australie du Nord, et iles du Pacifiques.

## Liste d'espèces

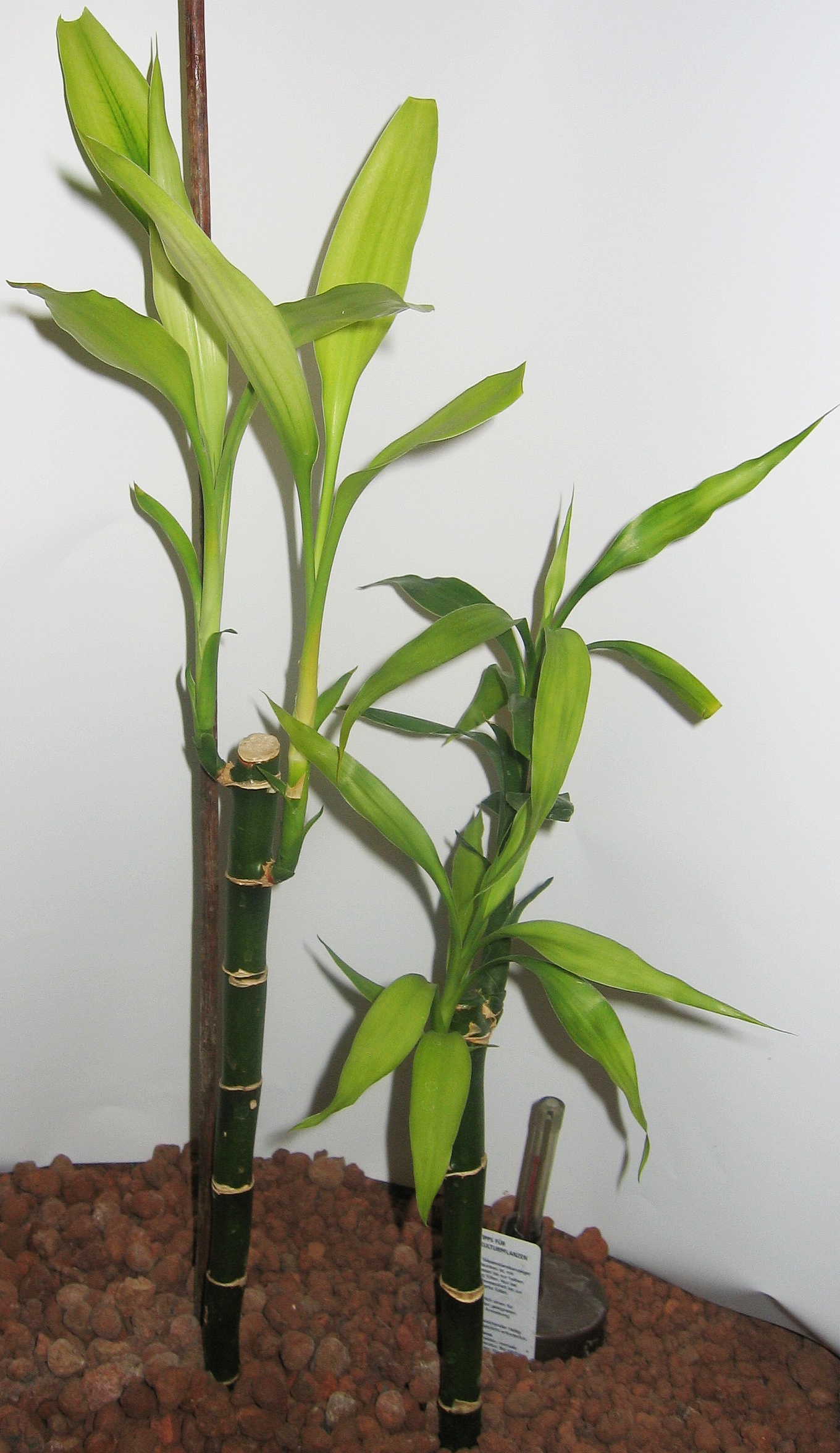
Dracaena sanderiana, bambou porte-bonheur

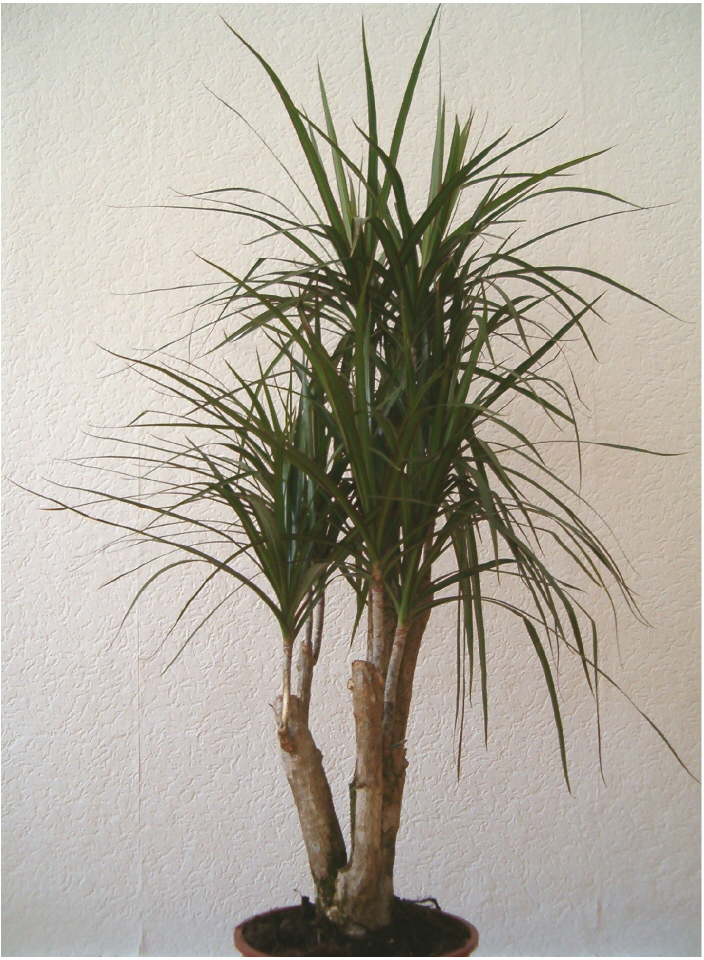
Dragonnier de Madagascar.

Il est composé d'une vingtaine d'espèces d'aspect et de taille très variable :
- Dracaena aletriformis, Syn.: Dracaena hookeriana K. Koch
- Dracaena angustifolia (Medik.) Roxb.
- Dracaena arborea  (Willd.) Link
- Dracaena aubryana Brongn. ex E. Morren
- Dracaena aurea H. Mann
- Dracaena bicolor Hook. f.
- Dracaena braunii Engl.
- Dracaena cambodiana Pierre ex Gagnep.
- Dracaena cinnabari Balf.f. — dragonnier de Socotra
- Dracaena cochinchinensis (Loureiro) S. C. Chen
- Dracaena concinna Kunth
- Dracaena draco L. — dragonnier des Canaries
- Dracaena fragrans (L.) Ker Gawl. — Dragonnier d'Afrique tropicale (Synonyme de Dracaena deremensis)
- Dracaena goldieana hort. ex W. Bull
- Dracaena hawaiiensis (O. Deg. & I. Deg.) Fosberg
- Dracaena kaweesakii Wilkin & Suksathan
- Dracaena kupensis Mwachala, Cheek, Eb.Fisch. & Muasya
- Dracaena marginata Lam. — dragonnier de Madagascar, syn. de Dracaena reflexa var. angustifolia
- Dracaena massangeana
- Dracaena mokoko Mwachala & Cheek
- Dracaena reflexa Lam. — bois de chandelle
- Dracaena rubroaurantiaca De Wild.
- Dracaena sanderiana hort. Sander ex Mast., «bambou porte-bonheur», à ne pas confondre avec Dracaena braunii
- Dracaena steudneri Schweinf. ex Engl.
- Dracaena surculosa Lindl.
- Dracaena umbraculifera Jacq.

Selon Catalogue of Life (23 février 2018) :
- Dracaena acaulis Baker
- Dracaena acutissima Hua
- Dracaena adamii Hepper
- Dracaena afromontana Mildbr.
- Dracaena aletriformis (Haw.) Bos
- Dracaena americana Donn.Sm.
- Dracaena angustifolia (Medik.) Roxb.
- Dracaena arborea (Willd.) Link
- Dracaena aubryana Brongn. ex É.Morren
- Dracaena aurea H.Mann
- Dracaena bella T.Moore
- Dracaena bequaertii De Wild.
- Dracaena bicolor Hook.
- Dracaena borneensis (Merr.) Jankalski
- Dracaena brachyphylla Kurz
- Dracaena brachystachys Hook.f.
- Dracaena breviflora Ridl.
- Dracaena bueana Engl.
- Dracaena buettneri Engl.
- Dracaena calocephala Bos
- Dracaena cambodiana Pierre ex Gagnep.
- Dracaena camerooniana Baker
- Dracaena cantleyi Baker
- Dracaena cerasifera Hua
- Dracaena chiniana I.M.Turner
- Dracaena cincta Baker
- Dracaena cinnabari Balf.f.
- Dracaena cochinchinensis (Lour.) S.C.Chen
- Dracaena concinna Kunth
- Dracaena conferta Ridl.
- Dracaena congoensis Hua
- Dracaena cristula W.Bull
- Dracaena cubensis Vict.
- Dracaena curtisii Ridl.
- Dracaena cuspidata Ridl.
- Dracaena cuspidibracteata Engl.
- Dracaena densifolia Baker
- Dracaena draco (L.) L. †
- Dracaena ellenbeckiana Engl.
- Dracaena elliptica Thunb. & Dalm.
- Dracaena fernaldii (H.St.John) Jankalski
- Dracaena finlaysonii Baker
- Dracaena floribunda Baker
- Dracaena fontanesiana Schult. & Schult.f.
- Dracaena forbesii (O.Deg.) Jankalski
- Dracaena fragrans (L.) Ker Gawl.
- Dracaena gabonica Hua
- Dracaena glomerata Baker
- Dracaena goldieana Bullen ex Mast. & T.Moore
- Dracaena granulata Hook.f.
- Dracaena griffithii Regel
- Dracaena halaapepe (H.St.John) Jankalski
- Dracaena halemanuensis Jankalski
- Dracaena hewittii Ridl.
- Dracaena hokouensis G.Z.Ye
- Dracaena hosei (Ridl.) Jankalski
- Dracaena impressivenia Yu H.Yan & H.J.Guo
- Dracaena jayniana Wilkin & Suksathan
- Dracaena kaweesakii Wilkin & Suksathan
- Dracaena kirkii Baker
- Dracaena konaensis (H.St.John) Jankalski
- Dracaena kupensis Mwachala, Cheek, Eb.Fisch. & Muasya
- Dracaena lancea Thunb. & Dalm.
- Dracaena lancifolia (Ridl.) Jankalski
- Dracaena laxissima Engl.
- Dracaena le-testui Pellegr.
- Dracaena ledermannii Engl. & K.Krause
- Dracaena litoralis Mwachala & Eb.Fisch.
- Dracaena longifolia Ridl.
- Dracaena longipetiolata Mwachala & Eb.Fisch.
- Dracaena maingayi Hook.f.
- Dracaena mannii Baker
- Dracaena masseffiana Pennock ex Bos
- Dracaena mokoko Mwachala & Cheek
- Dracaena multiflora Warb. ex P.Sarasin & Sarasin
- Dracaena novoguineensis Gibbs
- Dracaena nyangensis Pellegr.
- Dracaena oddonii De Wild.
- Dracaena ombet Heuglin ex Kotschy & Peyr.
- Dracaena ovata Ker Gawl.
- Dracaena pachyphylla Kurz
- Dracaena parviflora Baker
- Dracaena penangensis Ridl.
- Dracaena pendula Ridl.
- Dracaena petiolata Hook.f.
- Dracaena phanerophlebia Baker
- Dracaena phrynioides Hook.
- Dracaena poggei Engl.
- Dracaena porteri Baker
- Dracaena praetermissa Bos
- Dracaena purpurea (Ridl.) Jankalski
- Dracaena reflexa Lam.
- Dracaena rockii (H.St.John) Jankalski
- Dracaena rosulata Mwachala & Eb.Fisch.
- Dracaena rubroaurantiaca De Wild.
- Dracaena sanderiana Mast.
- Dracaena sarawakensis (W.W.Sm.) Jankalski
- Dracaena scabra Bos
- Dracaena serrulata Baker
- Dracaena siamica Ridl.
- Dracaena singapurensis Ridl.
- Dracaena soyauxiana Baker
- Dracaena spicata Roxb.
- Dracaena steudneri Engl.
- Dracaena surculosa Lindl.
- Dracaena talbotii Rendle
- Dracaena tamaranae Marrero Rodr., R.S.Almeira & M.Gonzáles-Martin
- Dracaena terniflora Roxb.
- Dracaena tessmannii Engl. & K.Krause
- Dracaena thwaitesii Regel
- Dracaena timorensis Kunth
- Dracaena transvaalensis Baker
- Dracaena umbraculifera Jacq. †
- Dracaena umbratica Ridl.
- Dracaena vanderystii De Wild.
- Dracaena viridiflora Engl. & K.Krause
- Dracaena xiphophylla Baker
- Dracaena yuccifolia Ridl.